# Nati nel 1910/Novembre
| Questa pagina contiene informazioni ricavate automaticamente dalle voci biografiche con l'ausilio del template Bio e di un bot. L'aggiornamento è periodico e automatico e ricostruisce completamente la pagina. Se manca una persona in questa lista, sei pregato di non aggiungerla, ma accertati piuttosto che la sua voce biografica contenga il template Bio e che i dati anagrafici siano correttamente compilati. Se il template Bio manca, inseriscilo tu stesso o, in alternativa, metti l'avviso {{tmp\|Bio}} che ne segnala la mancanza. Se i dati riportati sono sbagliati, correggi direttamente la voce biografica; le modifiche saranno visibili in questa lista entro pochi giorni. Per chiarimenti vedi il progetto biografie. La lista contiene solo le 131 persone che sono citate nell'enciclopedia e per le quali è stato implementato correttamente il template Bio. Pagina aggiornata al 2 lug 2025. |

- 1º novembre - Franz Elbern, calciatore tedesco († 2002)
- 1º novembre - José dos Santos Lopes, calciatore brasiliano († 1996)
- 2 novembre - Voldemārs Elmūts, cestista lettone († 1966)
- 2 novembre - Cesare Pellegatta, allenatore di calcio e calciatore italiano († 1996)
- 2 novembre - Tefta Tashko Koço, soprano albanese († 1947)
- 3 novembre - Richard Hurndall, attore britannico († 1984)
- 3 novembre - Woody Pitzer, cestista e allenatore di pallacanestro statunitense († 2001)
- 3 novembre - Karel Zeman, regista e animatore cecoslovacco († 1989)
- 4 novembre - Enzo Di Paola, pianista, compositore e paroliere italiano († 1988)
- 4 novembre - Kurt Langenbein, calciatore tedesco († 1978)
- 4 novembre - Carlo Stella, politico italiano († 2000)
- 4 novembre - István Tamássy, calciatore ungherese († 1994)
- 4 novembre - Carlos Torres Pastorino, presbitero, scrittore e conduttore radiofonico brasiliano († 1980)
- 5 novembre - Guglielmo Motolese, arcivescovo cattolico italiano († 2005)
- 5 novembre - Riccardo Poli, calciatore italiano
- 6 novembre - Ugo Gastaldi, storico italiano († 2007)
- 6 novembre - Erik Ode, attore, regista e doppiatore tedesco († 1983)
- 6 novembre - Miguel Reale, giurista, filosofo e politico brasiliano († 2006)
- 6 novembre - Sarban, scrittore e diplomatico britannico († 1989)
- 6 novembre - Irene Ware, attrice statunitense († 1993)
- 7 novembre - Pearl Argyle, ballerina e attrice sudafricana († 1947)
- 7 novembre - Aldo Biffi, calciatore e allenatore di calcio italiano († 1990)
- 7 novembre - Carlo De Carli, architetto, designer e teorico dell'architettura italiano († 1999)
- 7 novembre - Edmund Leach, antropologo britannico († 1989)
- 7 novembre - María Rosa Lida de Malkiel, filologa classica e grecista argentina († 1962)
- 7 novembre - Teodor Peterek, calciatore polacco († 1969)
- 7 novembre - Ernesto Zanardi, politico italiano († 2002)
- 8 novembre - Allan Carlsson, pugile svedese († 1983)
- 8 novembre - Austin Clapp, nuotatore e pallanuotista statunitense († 1971)
- 8 novembre - Denis Mahon, collezionista d'arte e storico dell'arte britannico († 2011)
- 9 novembre - Giuseppe Bonfiglioli, arcivescovo cattolico italiano († 1992)
- 9 novembre - Aldo Di Loreto, partigiano e medico italiano († 1943)
- 9 novembre - Irving Klaw, fotografo e regista statunitense († 1966)
- 9 novembre - Antonino Repaci, magistrato e scrittore italiano († 2005)
- 9 novembre - Eugenia Sacerdote de Lustig, medica italiana († 2011)
- 10 novembre - Raoul Diagne, calciatore francese († 2002)
- 10 novembre - Angelo Frattini, scultore italiano († 1975)
- 10 novembre - Henk Pellikaan, calciatore olandese († 1999)
- 10 novembre - Zhang Leping, fumettista cinese († 1992)
- 11 novembre - Vincent Cotroni, mafioso italiano († 1984)
- 11 novembre - Franz Kemser, bobbista tedesco († 1986)
- 11 novembre - Martín Martínez Pascual, presbitero spagnolo († 1936)
- 11 novembre - Carl Alvar Wirtanen, astronomo statunitense († 1990)
- 12 novembre - Patrick Bakker, pittore olandese († 1932)
- 12 novembre - Patesko, calciatore brasiliano († 1988)
- 12 novembre - Jenő Fekete, calciatore ungherese († 1964)
- 12 novembre - Renato Ferrini, pittore e disegnatore italiano († 2005)
- 12 novembre - Kurt Hoffmann, regista tedesco († 2001)
- 12 novembre - Edmund Majowski, allenatore di calcio e calciatore polacco († 1982)
- 12 novembre - Mario Mameli, aviatore italiano († 1936)
- 12 novembre - Solange Schwarz, danzatrice francese († 2000)
- 12 novembre - Teodoro Signorini, calciatore italiano
- 13 novembre - Giuseppe Lo Moro, militare e aviatore italiano († 1938)
- 14 novembre - Marino Bon, calciatore italiano († 1997)
- 14 novembre - Rosemary DeCamp, attrice statunitense († 2001)
- 14 novembre - Edmondo Mornese, calciatore italiano († 1962)
- 14 novembre - Silvio Oddi, cardinale e arcivescovo cattolico italiano († 2001)
- 14 novembre - Amos Pampaloni, ufficiale italiano († 2006)
- 14 novembre - Jerzy Putrament, scrittore e poeta polacco († 1986)
- 15 novembre - Josef Argauer, allenatore di calcio austriaco († 2004)
- 15 novembre - Enrico Befani, imprenditore italiano († 1968)
- 15 novembre - Ernesto Duchini, allenatore di calcio e calciatore argentino († 2006)
- 15 novembre - Giovanni Fallani, arcivescovo cattolico italiano († 1985)
- 15 novembre - Philip Grierson, numismatico e storico britannico († 2006)
- 15 novembre - Michail Jakušin, allenatore di calcio e calciatore sovietico († 1997)
- 15 novembre - Stanislaus Kobierski, calciatore tedesco († 1972)
- 15 novembre - Michele Milano, militare e aviatore italiano († 1940)
- 16 novembre - Felice Benuzzi, diplomatico, scrittore e alpinista italiano († 1988)
- 16 novembre - Bruno Catellani, ciclista su strada italiano († 1993)
- 17 novembre - Henri Guissou, politico e diplomatico burkinabé († 1979)
- 17 novembre - Jacqueline Lamba, pittrice e decoratrice francese († 1993)
- 17 novembre - Stefan Pospichal, calciatore cecoslovacco († 1940)
- 17 novembre - Rachel de Queiroz, scrittrice, giornalista e drammaturga brasiliana († 2003)
- 18 novembre - Gunnar Fischer, direttore della fotografia svedese († 2011)
- 18 novembre - Joseph-Marie Lo Duca, scrittore, critico d'arte e storico del cinema francese († 2004)
- 18 novembre - Fritzi Löwy, nuotatrice austriaca († 1994)
- 18 novembre - Harald-Otto Mors, militare tedesco († 2001)
- 18 novembre - Mario Vergara, presbitero e missionario italiano († 1950)
- 19 novembre - Domenico Ceccarossi, musicista italiano († 1997)
- 19 novembre - David Dunlap, canottiere statunitense († 1994)
- 19 novembre - Douglas Gairdner, pediatra scozzese († 1992)
- 19 novembre - Gladys Lounsbury Hobby, microbiologa statunitense († 1993)
- 19 novembre - Griffith Jones, attore britannico († 2007)
- 19 novembre - Georg Köhl, calciatore tedesco († 1944)
- 19 novembre - Aldo Magri, generale italiano († 1996)
- 19 novembre - Emilio Patrissi, politico italiano († 1980)
- 20 novembre - Giulio Cesare Carcano, ingegnere e progettista italiano († 2005)
- 20 novembre - George Devine, attore e regista teatrale inglese († 1966)
- 20 novembre - Pauli Murray, attivista e avvocata statunitense († 1985)
- 20 novembre - Hobart Merritt Van Deusen, naturalista statunitense († 1976)
- 21 novembre - Renato Del Frate, direttore della fotografia italiano († 1962)
- 21 novembre - Camille Michielsen, ciclista su strada belga († 1983)
- 21 novembre - Qian Zhongshu, letterato e scrittore cinese († 1998)
- 21 novembre - Lucien Tulot, ciclista su strada francese († 1990)
- 21 novembre - 'Abd al-Aziz ibn 'Abd Allah ibn Baz, teologo saudita († 1999)
- 22 novembre - Mary Jackson, attrice statunitense († 2005)
- 22 novembre - Lucia Laura Sangenito, supercentenaria italiana
- 23 novembre - Anna Bonomi Bolchini, imprenditrice e filantropa italiana († 2003)
- 23 novembre - Aldo Montano, schermidore italiano († 1996)
- 23 novembre - Runt Pullins, cestista statunitense († 1985)
- 23 novembre - Bruno Ricci, calciatore italiano
- 24 novembre - Jean Amila, scrittore francese († 1995)
- 24 novembre - Ugo Baglivo, avvocato, politico e antifascista italiano († 1944)
- 24 novembre - Carlos Ulrrico Cesco, astronomo argentino († 1987)
- 24 novembre - Manol Konomi, avvocato, giudice e politico albanese († 2002)
- 24 novembre - Gian Giacomo Menon, poeta italiano († 2000)
- 25 novembre - Gejza Kocsis, calciatore ungherese († 1958)
- 25 novembre - Alwin Nikolais, coreografo, direttore d'orchestra e compositore statunitense († 1993)
- 25 novembre - Toon Oprinsen, calciatore olandese († 1945)
- 25 novembre - Léon Poliakov, storico e filosofo francese († 1997)
- 26 novembre - Cyril Cusack, attore irlandese († 1993)
- 26 novembre - Hazel Forbes, ballerina e attrice statunitense († 1980)
- 26 novembre - Aileen Meagher, velocista canadese († 1987)
- 26 novembre - Enea Selis, arcivescovo cattolico italiano († 1999)
- 26 novembre - Mohammed Rashad Shafshaq, cestista egiziano
- 26 novembre - Jeannette Vermeersch, politica francese († 2001)
- 27 novembre - Louis Saillant, sindacalista e partigiano francese († 1974)
- 28 novembre - Raimondo Bergamin, missionario e vescovo cattolico italiano († 1991)
- 28 novembre - Bernard Charbonneau, filosofo, insegnante e storico francese († 1996)
- 28 novembre - Heinz Hoffmann, politico e generale tedesco-orientale († 1985)
- 29 novembre - Árpád Belko, calciatore ungherese († 1998)
- 29 novembre - Fernando Bello, calciatore argentino († 1974)
- 29 novembre - Luigi Beretta, calciatore italiano
- 29 novembre - Marcel Escoffier, costumista monegasco († 2001)
- 29 novembre - August Lenz, calciatore tedesco († 1988)
- 29 novembre - Máirtín Ó Direáin, poeta e scrittore irlandese († 1988)
- 30 novembre - Ezio Andolfato, militare italiano († 1936)
- 30 novembre - Jean Fievez, calciatore belga († 1997)
- 30 novembre - Jimmy Kelly, calciatore irlandese († 1970)
- 30 novembre - Carlo Leone, avvocato e politico italiano
- 30 novembre - Marcello Moretti, attore italiano († 1961)